# Нэсэуд
Нэсэуд (рум. Năsăud, венг. Naszód) — город в Румынии в составе жудеца Бистрица-Нэсэуд.

## История
Во второй половине XVIII века в результате реформирования Военной границы в этих местах был создан Насодский пограничный округ, ставший базой для 2-го валашского пограничного пехотного полка. Этот полк отличился в эпоху Наполеоновских войн, сражаясь при Арколе и под Аустерлицем. В 1849 году городок, бывший местом базирования полка, был сожжён дотла венгерскими повстанцами, осталось лишь несколько общественных зданий.
В 1851 году полк был расформирован, и городок, в котором он базировался, стал обычным населённым пунктом.

## Известные уроженцы
- Ливиу Ребряну (1885—1944) — писатель и журналист